# Circonscriptions électorales marocaines
 (octobre 2016).
Si vous disposez d'ouvrages ou d'articles de référence ou si vous connaissez des sites web de qualité traitant du thème abordé ici, merci de compléter l'article en donnant les références utiles à sa vérifiabilité et en les liant à la section « Notes et références ».
 (septembre 2020).
Les circonscriptions électorales marocaines sont les territoires au sein desquels sont organisées les différentes élections.

## Les différentes circonscriptions électorales
- les conseillers municipaux  sont élus dans le cadre de la commune[1] (ou de l'Arrondissement municipal  pour Casablanca, Marrakech, Rabat-Salé, Tanger, et Fès.
- les conseillers régionaux sont élus dans le cadre des régions.
- les députés à la Chambre des représentants sont élus dans des circonscriptions législatives.